# Halle de Milly-la-Forêt
Ne doit pas être confondu avec Halle de Lyons-la-Forêt.
La halle de Milly-la-Forêt est un édifice situé à Milly-la-Forêt dans le département de l'Essonne, en France.

## Historique
Les halles actuelles datent de la fin du XVe siècle plus précisément 1479, sous l'impulsion de Louis Malet de Graville autorisé par Louis XI.
L'édifice est classé au titre des monuments historiques depuis le 28 novembre 1923.